# ابگلور
آبگلور، روستایی از توابع بخش ناغان شهرستان کیار در استان چهارمحال و بختیاری است.
آبگلور روستای توریستی واقع در بخش ناغان 
آبگلور یکی از مناطق بکر گردشگری استان چهار محال و بختیاری می باشد؛ 
دارا بودن مردمی مهربان، مهمان نواز به خوبی توانسته مکمل جاذبه های گردشگری این روستا شود. 
مردم شریف این روستا به کار کشاورزی، دامپروری و باغداری مشغول می باشند. 
این روستای توریستی فراموش شده، پناهگاه امنی است برای کسانی که از هیاهوی شهر بیزارند. 
شما با سفر به این روستا از  : 
چشمه های فراوان 
آبشار های زیبا 
درختان کهن بلوط 
غار های ماجراجویانه  
هوای سالم 
و مهمان نوازی عجیب این مردم بهرمند خواهید بود .  
برخی مشکلات اهالی روستا : 
- نبود جاده آسفالت برای دسترسی اهالی  
(با توجه به توسعه ی روز افزون شهر ها و روستا های مجاور این روستا از نعمت این شریان حیاتی بی نسیب هستند) 
-نبود آب لوله کشی و استفاده از اب انبار و چشمه ها 
- نبود برق 
- نبود لوله کشی گاز 
( مردم زحمتکش این روستا برای پخت و پز و گرم کردن خانه هایشان ناچار به استفاده از هیزم و کپسول های گاز هستند) 

نام خوانوادگی اهالی روستا :
چراغی
قاسمی
کهزادی
خدابخشی
.
.
بی شک سفر به این روستا بیادماندنی ترین خاطرات را در ذهن شما می سازد

## جمعیت
این روستا در دهستان مشایخ قرار دارد و براساس سرشماری مرکز آمار ایران در سال ۱۳۸۵، جمعیت آن ۴۲ نفر (۱۰خانوار) بوده‌است.